# Моја земља десно или лево
Моја земља десно или лево је есеј који је 1940. објавио енглески писац Џорџ Орвел. У њему Орвел настоји да помири своје интензивно осећање патриотизма и своје левичарске ставове. Есеј је написан након избијања Другог светског рата у време када су многи из Орвеловог круга морали да преиспитају своје пацифистичке ставове.

## Позадина
Орвел је имао једанаест година када је избио Први светски рат. Нека од његових сећања наведена су у есеју који је користио у роману Борба за ваздух објављеном 1939. Орвел је имао традиционално енглеско васпитање више средње класе и био је члан корпуса за обуку официра у припремној школи и Итону. Године 1937. провео је шест месеци на мирном делу фронта код Хуеске током Шпанског грађанског рата, где га је 20. маја погодио снајпериста у врат и умало убио. Орвел је покушавао да нађе ратни посао, али је био неуспешан, углавном због свог лошег здравља. Касније је ступио у домобранство, доживљавајући га као основу за народну милицију.
Есеј је први пут објављен у Folios of New Writing 1940. године.

## Резиме
Орвел се осврће на Први светски рат присећајући се неких својих личних искустава и специфичних реакција себе и својих савременика у то време. Ипак, касније је осећао да је нешто пропустио тиме што није био укључен и то делимично приписује „моралној припреми“ за рат енглеске средње класе. Он такође приписује фасцинацију Шпанским грађанским ратом његовој сличности са Великим ратом. 
Орвелова предвиђања Другог светског рата за њега су била ноћна мора и писао је памфлете против рата. Међутим, када је то видео као неизбежан због пакта Молотов-Рибентроп, схватио је да је патриота у срцу и да ће бити посвећен ратним напорима. Као социјалиста, видео је да не постоји "алтернатива између отпора Хитлеру и предаје њему" и боље је одупрети се. Није се слагао са конзервативним ставовима јер је и даље био уверен да само револуција може спасити Енглеску. Међутим, није имао много обзира према „просвећеним“ левичарским интелектуалцима који нису успели да разумеју обичне емоције. Орвел објашњава своја осећања показујући да је поезија комунисте Џона Корнфорда била у истој традицији јавне школе као и Витаи Лампада сер Хенрија Њуболта – политичка приврженост је била другачија, али су емоције биле исте.
| „ | Само револуција може спасити Енглеску, то је очигледно годинама, али сада је револуција почела, и може се одвијати прилично брзо ако само можемо задржати Хитлера подаље. У року од две године, можда годину дана, само да издржимо, видећемо промене које ће изненадити идиоте који немају далековид. Усуђујем се да кажем да ће лондонски олуци морати да тече крвљу. У реду, нека их ако треба. Али када се црвене милиције сместе у Рицу, и даље ћу осећати да Енглеска коју сам научио да волим давно и из тако различитих разлога још увек постоји. Шта то доказује? Само могућност да се изгради социјалиста на костима блимпа, моћ једне врсте лојалности да се трансформише у другу, духовна потреба за патриотизмом и војним вредностима, за које, колико год мало волели кувани зечеви левице за њих још није пронађена замена. | ” |

## Реакције
Према његовим белешкама свом књижевном извршиоцу 1949. године, овај есеј, уз „Лав и једнорог“ и „Енглески народ“, био је дело које Орвел није желео да се поново штампа након његове смрти.